# Besiekierz Nawojowy
Besiekierz Nawojowy est une localité polonaise de la gmina et du powiat de Zgierz en voïvodie de Łódź.